# Cassine (plant)
Cassine is een geslacht van struiken en kleine bomen uit de kardinaalsmutsfamilie (Celastraceae). De soorten komen wijdverspreid voor in de tropen, voornamelijk in Afrika.

## Soorten
- Cassine aethiopica Thunb.
- Cassine albens (Retz.) Kosterm.
- Cassine albivenosa (Chiov.) Cufod.
- Cassine anjouanensis (H.Perrier) Lobr.-Callen
- Cassine aquifolium Fiori
- Cassine australis (Vent.) Kuntze
- Cassine balae Kosterm.
- Cassine brachycremastra (Guillaumin) I.H.Müll.
- Cassine buchananii Loes.
- Cassine bupleuroides (Guillaumin) I.H.Müll.
- Cassine burkeana (Sond.) Kuntze
- Cassine comorensis Loes.
- Cassine confertiflora (Tul.) Loes.
- Cassine congylos Kosterm.
- Cassine crocea (Thunb.) C.Presl
- Cassine cubensis (Bisse) Borhidi
- Cassine cunninghamii (Montrouz.) Lobr.-Callen
- Cassine curtipendula (Endl.) Kuntze
- Cassine ehrenbergii (Urb.) Alain
- Cassine elliptica (Decne.) Kuntze
- Cassine eucleiformis (Eckl. & Zeyh.) Kuntze
- Cassine glauca (Rottb.) Kuntze
- Cassine grossa (Wall. ex Roxb.) Kosterm.
- Cassine gymnosporiodes (Baker) Kuntze
- Cassine humbertii (H.Perrier) Lobr.-Callen
- Cassine kamerunensis (Loes.) Govaerts
- Cassine kamurensis (Loes.) Govaerts
- Cassine kedarnathii Sasidh. & Swarupan.
- Cassine koordersii Kosterm.
- Cassine lanceolata (Urb. & Ekman) Alain
- Cassine laneana (A.H.Moore) J.W.Ingram
- Cassine lippoldii (Bisse) Borhidi
- Cassine lyciodes (Baker) Kuntze
- Cassine macrocarpa (Sond.) Kuntze
- Cassine maritima (Bolus) L.Bolus
- Cassine matabelica (Loes.) Steedman
- Cassine megaphylla (Tul.) Kuntze
- Cassine melanocarpa (F.Muell.) Kuntze
- Cassine micrantha Loes.
- Cassine nipensis (Bisse) Borhidi
- Cassine nitidula (Baker) Kuntze
- Cassine obiensis Kosterm.
- Cassine oligantha (Baker) Kuntze
- Cassine orientalis (Jacq.) Kuntze
- Cassine paniculata (Wight & Arn.) Lobr.-Callen
- Cassine papillosa (Hochst.) Kuntze
- Cassine parvifolia Sond.
- Cassine pauciflora (Tul.) Loes.
- Cassine peragua L.
- Cassine pilosa (Baker) Kuntze
- Cassine pininsularis (Hürl.) I.H.Müll.
- Cassine quadrangulata (Reissek) Kuntze
- Cassine reticulata (Eckl. & Zeyh.) Codd
- Cassine schinoides (Spreng.) R.H.Archer
- Cassine schlechteriana Loes.
- Cassine schweinfurthiana Loes.
- Cassine tetragona (L.f.) Druce
- Cassine trachyclada (Baker) Kuntze
- Cassine transvaalensis (Burtt Davy) Codd
- Cassine trinitensis (Bisse) Borhidi
- Cassine vacciniodes (Baker) Kuntze
- Cassine viburnifolia (Juss.) Ding Hou
- Cassine vitiensis (A.C.Sm.) A.C.Sm.
- Cassine xylocarpa Vent.

... · 
Apodostigma · 
Bhesa · 
Celastrus · 
Cassine · 
Catha · 
Euonymus (Kardinaalsmuts) · 
Parnassia · 
Salacia · 
Stackhousia · 
...